# Guerra Civil Castelhana (1437-1445)
A Guerra Civil Castelhana de 1437 a 1445 foi um conflito em que duas facções de nobres competiram pelo poder na Coroa de Castela. De uma lado esteve o rei João II de Castela, o condestável Álvaro de Luna, e o príncipe de Astúrias Henrique IV de Castela. Do outro, uma aliança de nobres liderados pelos infantes de Aragão João II e Henrique, Duque de Vilhena, filhos de Fernando I de Aragão, que era regente de Castela aquando da menoridade de João II. Ainda que o partido aragonês tenha imposto as suas condições em 1441, a derradeira vitória coube ao partido realista e ao condestável Álvaro de Luna, que ganhou a decisiva Batalha de Olmedo. Segundo o historiador Carme Batlle, a guerra deve-se a Álvaro de Luna. Após a sua vitória sobre os infantes de Aragão, durante as Tréguas de Majano os "excessos autoritários" de Luna levaram ao rebentamento da guerra civil. Batlle, porém, coloca o início da guerra em 1439.